# Sadomazohizam
Sadomazohizam je seksualno ponašanje kod kojeg se spolno zadovoljstvo postiže nanošenjem bola drugoj osobi, ali i vlastitom patnjom, poniženjem i podnošenjem boli.
Riječ „sadizam” nastala je po markizu de Sadeu, francuskom romanopiscu. Pojam „mazohizam” u znanosti je prvi put 1886. upotrijebio njemački psihijatar i specijalist sudske medicine dr. Richard von Krafft-Ebing prema austrijskom piscu Leopoldu von Sacheru-Masochu, koji je u više djela opisao takve odnose prema ženama (npr. u noveli Venus im Pelz, 1870.).
Premda se nekoć želja za sadomazohističkim aktivnostima u seksualne svrhe smatrala seksualnim poremećajem, danas to više nije slučaj. Prema ICD-11 takvi se seksualni interesi mogu smatrati poremećajem tek kada osoba počne pokazivati požudu za osobama koje ne mogu pristati na snošaj (poput djece, životinja ili osoba koje nisu imale priliku pristati na čin koji se nad njima vrši) ili ako ta požuda uzrokuje nelagodu kod osobe koja ju iskazuje, osobito ako je u pitanju rizik od ozbiljnih ozlijeda ili smrti.
U popularnoj kulturi za tu se pojavnost često rabi engleska kratica BDSM, čiji sastavni dijelovi mogu imati donekle različita značenja (Bondage, Dominance/Discipline, Submission/Sadism, Masochism; hrv. ropstvo, dominacija/disciplina, podvrgavanje/sadizam, mazohizam).